# Saison 1919-1920 de la PCHA
Saison précédente Saison suivante
La saison 1919-1920 est la neuvième saison de l'Association de hockey de la Côte du Pacifique (souvent désignée par le sigle PCHA en référence à son nom anglais : Pacific Coast Hockey Association), ligue de hockey sur glace d'Amérique du Nord. Chacune des trois équipes qui disputent la saison joue vingt-deux rencontres ; à la fin du calendrier, les Metropolitans de Seattle sont la meilleure équipe de la saison régulière et battent les Millionnaires de Vancouver en séries éliminatoires. Ils disputent ensuite la Coupe Stanley contre les Sénateurs d'Ottawa, champions de la Ligue nationale de hockey et ils sont vaincus en cinq rencontres.

## Saison régulière

### Résultats des matchs
| Date   | Visiteurs | Score              | Locaux    |
| ------ | --------- | ------------------ | --------- |
| 26-déc | Seattle   | 1-2                | Victoria  |
| 29-déc | Victoria  | 3-4 (24 min P)     | Vancouver |
| 31-déc | Vancouver | 2-3                | Seattle   |
| 2-jan  | Vancouver | 4-7                | Victoria  |
| 5-jan  | Seattle   | 2-3                | Vancouver |
| 7-jan  | Victoria  | 2-5                | Seattle   |
| 9-jan  | Seattle   | 0-2                | Victoria  |
| 12-jan | Victoria  | 4-3                | Vancouver |
| 14-jan | Vancouver | 3-1                | Seattle   |
| 16-jan | Vancouver | 2-1                | Victoria  |
| 19-jan | Seattle   | 5-2                | Vancouver |
| 21-jan | Victoria  | 1-3                | Seattle   |
| 23-jan | Vancouver | 1-4                | Victoria  |
| 26-jan | Victoria  | 5-7                | Vancouver |
| 28-jan | Vancouver | 3-4 (3 min 59 s P) | Seattle   |
| 30-jan | Seattle   | 4-2                | Victoria  |
| 2-fév  | Seattle   | 3-4 (3 min 40 s P) | Vancouver |
| 4-fév  | Victoria  | 0-3                | Seattle   |
| 6-fév  | Vancouver | 3-1                | Victoria  |
| 9-fév  | Victoria  | 3-2                | Vancouver |
| 11-fév | Vancouver | 4-2                | Seattle   |
| 13-fév | Seattle   | 1-6                | Victoria  |
| 16-fév | Seattle   | 3-2                | Vancouver |
| 18-fév | Victoria  | 0-6                | Seattle   |
| 20-fév | Vancouver | 1-3                | Victoria  |
| 23-fév | Victoria  | 4-10               | Vancouver |
| 25-fév | Vancouver | 8-0                | Seattle   |
| 27-fév | Seattle   | 2-3 (7 min 4 s P)  | Victoria  |
| 1-mar  | Seattle   | 2-5                | Vancouver |
| 3-mar  | Victoria  | 0-2                | Seattle   |
| 5-mar  | Victoria  | 2-3                | Seattle   |
| 8-mar  | Vancouver | 2-0                | Victoria  |
| 10-mar | Victoria  | 1-5                | Vancouver |

### Classement
| Équipe                     | PJ | V  | D  | N | BP | BC |
| -------------------------- | -- | -- | -- | - | -- | -- |
| Metropolitans de Seattle   | 22 | 12 | 10 | 0 | 59 | 55 |
| Millionnaires de Vancouver | 22 | 11 | 11 | 0 | 75 | 65 |
| Aristocrats de Victoria    | 22 | 10 | 12 | 0 | 57 | 71 |

### Statistiques
Ces données sont issues du Toronto World daté du 19 mars 1920.
| Nom           | Équipe    | PJ | BC | Bl | Moy |
| ------------- | --------- | -- | -- | -- | --- |
| Hap Holmes    | Seattle   | 22 | 55 | 4  | 2,2 |
| Hugh Lehman   | Vancouver | 22 | 65 | 1  | 3,0 |
| Norman Fowler | Victoria  | 22 | 71 | 1  | 3,2 |

| Nom              | Équipe    | PJ | B  | A  | Pts |
| ---------------- | --------- | -- | -- | -- | --- |
| Tommy Dunderdale | Victoria  | 22 | 25 | 7  | 33  |
| Frank Foyston    | Seattle   | 22 | 26 | 3  | 29  |
| Smokey Harris    | Vancouver | 22 | 14 | 10 | 24  |
| Eddie Oatman     | Victoria  | 22 | 11 | 13 | 24  |
| Gordon Roberts   | Vancouver | 21 | 16 | 3  | 19  |
| Alf Skinner      | Vancouver | 22 | 15 | 2  | 17  |
| Art Duncan       | Seattle   | 22 | 6  | 9  | 15  |
| Lloyd Cook       | Vancouver | 21 | 10 | 4  | 14  |
| Charlie Tobin    | Seattle   | 19 | 9  | 4  | 13  |
| Jack Adams       | Vancouver | 22 | 9  | 4  | 13  |
| James Riley      | Seattle   | 22 | 11 | 2  | 13  |

## Séries éliminatoires
Seattle et Vancouver se rencontrent pour la troisième année consécutive pour le titre de champion de la saison. Vaincus 3-0 à domicile lors du premier match, les Metropolitans se reprennent au match retour en battant leurs adversaires 6-0 et se qualifient ainsi pour la finale de la Coupe Stanley. Gordon Roberts, joueur des Millionnaires, dispute le dernier match de sa carrière et inscrit son dernier but lors du premier match de la série.
- Résultats des matchs[5] :
  - 12 mars : Vancouver 3-0 Seattle
  - 15 mars : Seattle 6-0 Vancouver

## Coupe Stanley
Ottawa remporte les deux premiers matchs de la série : Jack Darragh marque le but vainqueur de la première rencontre qui se termine sur le score de 3-2 et Clint Benedict enregistre un blanchissage lors de la victoire 3-0 d'Ottawa au match suivant. Seattle gagne le troisième match 3–1 avant que la série ne soit déplacée à Toronto en raison de la mauvaise qualité de glace à Ottawa qui ne dispose alors pas de patinoire artificielle. Frank Foyston marque deux fois et les Metropolitans gagnent 5-2 le quatrième et avant-dernier match de la série. Lors de la cinquième rencontre, Darragh enregistre un coup du chapeau et Ottawa remporte la coupe grâce à une victoire 6-1.
| Date      | Vainqueur | Score | Perdant | Lieu    |
| --------- | --------- | ----- | ------- | ------- |
| 22 mars   | Ottawa    | 3–2   | Seattle | Ottawa  |
| 24 mars   | Ottawa    | 3–0   | Seattle | Ottawa  |
| 27 mars   | Seattle   | 3–1   | Ottawa  | Ottawa  |
| 30 mars   | Seattle   | 5–2   | Ottawa  | Toronto |
| 1er avril | Ottawa    | 6–1   | Seattle | Toronto |